# Hot Girls, Bad Boys
Hot Girls, Bad Boys – pierwszy album międzynarodowego zespołu Bad Boys Blue. Wydany w 1985 roku nakładem wytwórni Coconut Records.
Album nagrany w składzie: Trevor Taylor, John McInerney, Andrew Thomas.
Album promowały trzy single:
- L.O.V.E. in My Car (1984)
- You’re a Woman (1985)
- Pretty Young Girl (1985)

## Listy przebojów (rok1985)
| Państwo    | Szczytowe miejsce |
| ---------- | ----------------- |
| RFN        | 50                |
| Szwajcaria | 9                 |
| Szwecja    | 30                |
| Finlandia  | 12                |

| No. | Tytuł                   | Autorzy                                                                                     | Długość |
| --- | ----------------------- | ------------------------------------------------------------------------------------------- | ------- |
| 1.  | You’re a Woman          | muzyka: Tony Hendrik, słowa: Karin van Haaren, Mary S. Applegate                            | 5:57    |
| 2.  | I Live                  | muzyka: Tony Hendrik, Karin van Haaren, słowa: Andrew Thomas, John McInerney, Trevor Taylor | 4:52    |
| 3.  | Pretty Young Girl       | muzyka: Tony Hendrik, słowa: Karin van Haaren                                               | 5:43    |
| 4.  | L.O.V.E. in My Car      | muzyka: Tony Hendrik, słowa: Karin van Haaren, Andrew Thomas, Trevor Taylor                 | 5:20    |
| 5.  | Kiss You All Over, Baby | muzyka: Tony Hendrik, słowa: Karin van Haaren, Mary S. Applegate                            | 5:58    |
| 6.  | Hot Girls, Bad Boys     | muzyka: Tony Hendrik, słowa: Karin van Haaren                                               | 4:09    |
| 7.  | For Your Love           | muzyka: Tony Hendrik, słowa: Karin van Haaren                                               | 5:48    |
| 8.  | People Of The Night     | muzyka: Tony Hendrik, słowa: Karin van Haaren, Andrew Thomas, John McInerney, Trevor Taylor | 5:00    |